# 2013 في الهند
فيما يلي قوائم الأحداث التي وقعت خلال عام 2013 في الهند.

## رياضة
- 28 نوفمبر – بطولة العالم للشطرنج 2013

## أفلام
من الأفلام التي صدرت هذه السنة في الهند:
- 1 يناير – 3G
- 1 يناير – أر... راجكومار من إخراج برابهو ديفا.
- 1 يناير – أساطير أوز: عودة دوروثي من إخراج دانيال سانت بيير.
- 1 يناير – الزعيم من إخراج أنتوني دسوزا.
- 1 يناير – الطاولة رقم. 21 من إخراج أديتيا دات [الإنجليزية]‏.
- 1 يناير – باتا بوستر نيكلا هيرو من إخراج Rajkumar Santoshi [الإنجليزية]‏.
- 1 يناير – تشيناي إكسبريس من إخراج روهيت شيتي.
- 1 يناير – دووم 3 من إخراج فيجاي كريشنا أشاريا.
- 1 يناير – رامايا فاسثافايا من إخراج هاريش شانكار.
- 1 يناير – زانجير من إخراج Apoorva Lakhia [الإنجليزية]‏.
- 1 يناير – سباق 2 من إخراج Mastan Alibhai Burmawalla ‏، Abbas Alibhai Burmawalla ‏.
- 1 يناير – سيدتى الجميلة - في محبتك من إخراج Punit Malhotra [الإنجليزية]‏.
- 1 يناير – عاشقي 2 من إخراج Mohit Suri [الإنجليزية]‏.
- 1 يناير – كان ياما كان في مومباي دوبارا! من إخراج Milan Luthria [الإنجليزية]‏.
- 1 يناير – كاي بو تشي! من إخراج Abhishek Kapoor [الإنجليزية]‏.
- 1 يناير – كريش 3 من إخراج راكيش روشان.
- 1 يناير – لوتيرا من إخراج فيكراماديتيا موتواني [الإنجليزية]‏.
- 1 يناير – مجنون من إخراج راج كومار جوبتا.
- 1 يناير – ييه جواني هي ديواني من إخراج أيان موخرجي.
- 10 مايو – غو جوا غون من إخراج Raj & DK [الإنجليزية]‏.
- 19 مايو – صندوق الغداء من إخراج ريتيش باترا [الإنجليزية]‏.
- 14 نوفمبر – غوليون كي راسليلا رام-ليلا من إخراج سانجاي ليلا بهنسالي.
- 25 ديسمبر – مهابهاراتا

## برامج ومسلسلات وأنمي
- سحر الأسمر
- باليكا فادهو

## وفيات

### مارس
- 15 مارس – كلام أنجي ريدي (مواليد 1939)
- 18 مارس – محمد محمود عالم (مواليد 1935)

### أبريل
- 21 أبريل – شاكونتالا ديفي (مواليد 1929)

### مايو
- 2 مايو – سرابجيت سينغ (مواليد 1963)

### يوليو
- 12 يوليو – بران (مواليد 1920) ممثل هندي.
- 21 يوليو – قاضي عباد الرحمان (مواليد 1934) رياضياتي كندي.

### أغسطس
- 24 أغسطس – هارباجان سينغ فيدي (مواليد 1947)

### سبتمبر
- 9 سبتمبر – رياض الدين (مواليد 1930)

### نوفمبر
- 3 نوفمبر – ريشما (مواليد 1947) مغنية باكستانية.